# Bärbel Beuermann

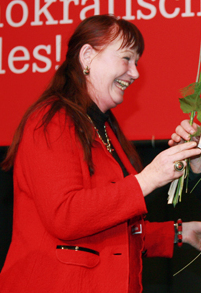
Bärbel Beuermann, 2. Parlamentariertag der Partei Die Linke, 16./17. Februar 2012 in Kiel

Bärbel Beuermann (* 16. September 1955 in Herne-Holthausen) ist eine deutsche Politikerin (bis April 2014 Die Linke nun SPD). Im November 2009 wurde sie zur Spitzenkandidatin für die Landtagswahl in Nordrhein-Westfalen am 9. Mai 2010 gewählt. Beuermann trat im NRW-Landtagswahlkreis 110, Herne I an.

## Leben
Nach dem Abschluss der Realschule im Jahr 1972 besuchte Beuermann die Berufsfachschule für Ernährung und Hauswirtschaft in Herne und von 1973 bis 1976 die Fachschule für Ernährung und Hauswirtschaft in Dortmund, wo sie eine Ausbildung zur Ökotrophologin mit der Fachrichtung „Betrieb“ absolvierte.
In den Jahren 1976 bis 1986 arbeitete sie als Fachlehrerin an der Berufsschule in Wattenscheid, unterrichtete Berufsfachschulklassen, Klassen für die Berufsvorbereitung (Jungarbeiterklassen, d. h. Jugendliche, die keine Ausbildung aufgenommen und sich auch nicht für eine andere Form von beruflicher Beschulung angemeldet haben, aber noch berufsschulpflichtig sind). 
In den Jahren 1986 bis 1993 unterrichtete sie an einer Gesamtschule in Herne-Wanne. In dieser Zeit erlangte sie zugleich als Externe die Fachhochschulreife. Im Anschluss daran ließ sie sich zur Fachlehrerin für Förderschulen – Fachrichtung KB (Körperbehinderte) und GB (Geistig Behinderte) – ausbilden. Aufgrund ihrer bereits vorliegenden Berufserfahrung war eine zeitlich verkürzte Ausbildung möglich.
Seit 1994 unterrichtete sie an der Förderschule in Wanne-Eickel, zunächst mit dem Förderschwerpunkt Lernen, dann an der Verbundschule mit den Förderschwerpunkten Lernen und emotionale und soziale Entwicklung. Im Jahr 2000 wurde sie hier in den Personalrat gewählt. (Eine Funktion, für die sie 2008 – vor dem Hintergrund ihrer Kandidatur bei den Landtagswahlen 2010 – nicht mehr kandidierte). Sie ist Mitglied der Gewerkschaft Erziehung und Wissenschaft.

## Politischer Werdegang
Seit Mitte der 1980er Jahre engagierte sich Beuermann in der Friedensbewegung und war im Jahr 1999 gegen den Kosovo-Krieg aktiv. Im Jahr 1999 trat sie in die Partei des Demokratischen Sozialismus (PDS) ein und saß für diese seit 2000 (Kommunalwahl vom 12. September 1999) im Rat der Stadt Herne. 
Von 2000 bis 2003 war sie PDS-Parteiratssprecherin. Im Jahr 2004 wurde sie in den Landesvorstand der PDS gewählt. Hier war sie für den Schwerpunkt Bildung zuständig. 2006 Mitglied im geschäftsführenden Landesvorstand und 2007 Mitglied im Steuerungsausschuss für die Zusammenführung von WASG und Linkspartei/PDS. Seit 2007 ist Beuermann Mitglied im geschäftsführenden Landesvorstand und stellvertretende Landessprecherin der Partei Die Linke. Von 2004 bis 2009 saß sie im Regionalrat Arnsberg. Seit 2008 ist sie Mitglied der Sozialistischen Linken, einer am 19. August 2006 in Wuppertal gegründeten Gruppierung innerhalb der Partei Die Linke, welche der Verfassungsschutz als extremistisch einstuft.
Bei der Landesvertreterversammlung der Linken am 22. November 2009 in Mülheim a. d. Ruhr wurde Bärbel Beuermann von 84 Prozent der 203 Delegierten zur Spitzenkandidatin der Linken für die Landtagswahl am 9. Mai 2010 gewählt.
Beuermann trat am 9. Mai 2010 im NRW-Landtagswahlkreis 110 (Herne I) an. Der Wahlkreis umfasst mit Herne, Sodingen und Wanne drei der vier Herner Stadtbezirke.
Nach der Landtagswahl in Nordrhein-Westfalen 2010 zog Die Linke mit elf Abgeordneten in den Düsseldorfer Landtag ein. Die Landtagsfraktion der Linken wählte auf ihrer konstituierenden Sitzung am 11. Mai 2010 Beuermann und Wolfgang Zimmermann zu Fraktionsvorsitzenden. Mit dem Ergebnis der Landtagswahl 2012 schied sie aus dem Landtag aus.
Zur Bundestagswahl 2013 trat sie als Direktkandidatin im Wahlkreis 122 (Recklinghausen II) an. Ende September 2013 verließ sie als Stadtverordnete der Stadt Herne ihre Ratgruppe Die Linke, behielt aber ihren Sitz.
Im April 2014 trat Bärbel Beuermann aus der Partei DIE LINKE aus und kandidierte auf der SPD-nahen Liste, dem Migrantenbündnis Herne (MBH) für den Integrationsrat der Stadt Herne. Zum 28. April 2014 trat sie in Herne in die SPD ein.

## Politische Schwerpunkte
Ihr politischer Schwerpunkt liegt im Bereich Bildung und Soziales. Bezüglich der Schulen vertritt sie die „Zusammenführung“ der bisherigen Schulformen und die Schaffung von Oberstufenzentren. Weiterhin setzt sie sich für die Einführung einer Unterrichtseinheit Genuss- und Rauschmittelkunde an nordrhein-westfälischen Schulen im Rahmen der Drogenprävention ein.

## Mitgliedschaften
- Gewerkschaft Erziehung und Wissenschaft (GEW)
- Deutsche Friedensgesellschaft – Vereinigte KriegsdienstgegnerInnen (DFG-VK)
- Terre des Femmes